# Wamac
Wamac – miasto w Stanach Zjednoczonych, w stanie Illinois, w hrabstwie Washington.